# Roman Magdziarczyk
Roman Magdziarczyk (Wałbrzych, 6 juli 1977) is een Poolse atleet, die is gespecialiseerd in het snelwandelen, met name de 50 km. Op dat nummer behoort hij al sinds 2000 tot de internationale subtop, met top 8 klasseringen bij de Olympische Spelen van 2000 en 2004, de WK van 2003 en 2005 en het EK van 2006.

## Titels
- Pools kampioen 50 km snelwandelen - 1998
- Pools kampioen 5.000 m snelwandelen (indoor) - 2003

## Persoonlijke records
| Onderdeel                    | Prestatie | Datum               | Plaats           |
| ---------------------------- | --------- | ------------------- | ---------------- |
| 3000 m snelwandelen          | 11.53,00  | Pretoria            | 23 maart 2001    |
| 5000 m snelwandelen          | 19.34,15  | Warschau            | 24 juni 2000     |
| 5000 m snelwandelen (indoor) | 19.34,13  | Spala               | 19 februari 2005 |
| 10.000 m snelwandelen        | 40.42,91  | Gdańsk              | 14 juli 2001     |
| 10 km snelwandelen           | 40.25     |                     | 2001             |
| 20 km snelwandelen           | 1:20.47   | Rumia               | 12 juni 2005     |
| 30 km snelwandelen           | 2:14.31   | Helsinki            | 12 augustus 2005 |
| 50 km snelwandelen           | 3:44.53   | Parijs, Saint-Denis | 27 augustus 2003 |

## Palmares

### 20 km snelwandelen
- 1997: 54e Wereldbeker - 1:24.01
- 2002: 14e EK - 1:22.57
- 2004: 28e Wereldbeker - 1:22.59

### 50 km snelwandelen
- 1999: 24e Wereldbeker - 3:51.20
- 1999: 19e WK - 4:05.10
- 2000: 8e OS - 3:48.17
- 2002: 12e Wereldbeker - 5:55.26
- 2003: 7e WK - 3:44.53
- 2004: 6e OS - 3:48.11
- 2005: 7e WK - 3:49.55
- 2006: 5e Wereldbeker - 3:45.47
- 2006: 6e EK - 3:47.37